# Pinus rzedowskii
Pinus rzedowskii (сосна Ржедовського) — вид роду сосна родини соснових.

## Поширення
Поширення: Мексика (Мічоакан). Росте на висотах 1710 або 2100–2480 м над рівнем моря в горах Сьєрра-Мадре-дель-Сур.

## Опис
Дерево 15–30 м у висоту і 30–60 см діаметром. Кора на молодих дерев тонка, гладка, сірувато-зелена, луската; пізніше стає грубою, лускатою і темно-коричневою. Гілочки тонкі, сірий, гладкі.
Найбільше дерево до 120 см діаметром і до 50 м заввишки.

## Загрози та охорона
Найбільшою загрозою для цього виду, здається, є лісова пожежа. Вид занесений до Червоної Книги Мексики.